# Upolu
Upolu és una illa de l'estat de Samoa, situada entre les illes de Savai'i (18 km al nord-oest) i Tutuila de la Samoa Nord-americana (70 km al sud-est). És l'illa més poblada de l'arxipèlag de Samoa i, amb 1.125 km² és la segona illa més gran. La capital, Apia, es troba al nord de l'illa i l'aeroport internacional Faleolo és a l'oest.
L'illa està dividida en tres regions, amb les tres quartes parts de la població de Samoa:
- North Western Upolu (NWU), amb 52.714 habitants.
- Rest of Upolu (ROU), 42.474, inclou les illes d'Apolima i Manono.
- Apia Urban Area (AUA), 38.836.

L'illa d'Upolu és d'origen volcànic, però no es té constància històrica d'erupcions. El punt més alt és Mount Fito a 1.158 m d'altitud. Des de l'interior de l'illa, amb una densa vegetació tropical, nombrosos salts d'aigua i rius arriben fins al mar. El 1978, es va crear el primer parc nacional, O Le Pupu-Pue, que protegeix l'àrea des del Mount Fito fins al litoral del sud.
A principis del segle xix, l'illa era també coneguda com a Ojalava o Oyalava. Segons la mitologia polinèsia, Upolu va ser la primera dona que va arribar a l'illa.